# David Dessers
David Dessers (Tongeren, 18 april 1973) is een Vlaams politicus voor Groen.

## Levensloop

### Jeugd en opleiding
Dessers volgde zijn middelbareschoolopleiding eerst aan het Onze-Lieve-Vrouwecollege te Tongeren en vervolgens aan de Provinciale Kunsthumaniora Hasselt (PIKOH) in Hasselt. Nadien studeerde Dessers journalistiek aan de Katholieke Hogeschool Mechelen.
In zijn studententijd was hij actief in de trotskistische beweging Socialistische Jonge Wacht (SJW), een revolutionair-socialistische jongerenorganisatie. 
In 2001 was Dessers werkzaam bij de niet-gouvernementele organisatie Socialisme zonder Grenzen. In dat jaar organiseerde hij mee de busreis naar de protestactie tegen de G8-top in Genua. In juni van datzelfde jaar betoogde hij ook op de Europese top in Göteborg.
Hij was toen ook lid van de Socialistische Arbeiderspartij (SAP) en een van de gangmakers van D14-Leuven. Dit is een afdeling van D14, een koepel van sociale organisaties, ngo's, vakbondsmensen. Tevens was hij hoofdredacteur van Rood, het tweewekelijks blad van SAP.
Voor hij in het stadsbestuur stapte, werd Dessers bekend door zijn klimaatactivisme en betrokkenheid bij de Noord-Zuidbeweging. Van 2004 tot 2006 werkte hij als coördinator van het Belgisch Sociaal Forum, een brede middenveldalliantie rond andersglobalisme. In 2006 was hij voor het eerst kandidaat op de lijst van Groen voor de gemeenteraadsverkiezingen in Leuven. Een jaar later was hij een van de organisatoren van de eerste klimaatmanifestatie ooit in België. Die manifestatie vond plaats op 8 december 2007 in Brussel en bracht zo’n 10.000 deelnemers op de been. In 2009 was hij een van de initiatiefnemers van de Climate Express, een trein die 1000 Belgische klimaatactivisten naar de klimaattop van Kopenhagen vervoerde. Hij was ook aan de slag bij ngo's als Oxfam-Wereldwinkels en 11.11.11 en hij werkte bij Climaxi, een klimaatorganisatie die hij mede oprichtte. Van 2011 tot 2018 organiseerde Dessers het jaarlijkse Wereldfeest in Leuven.
Dessers is actief in tal van verenigingen. Zo richtte hij mee het Centrum voor Economische Ongehoorzaamheid (CEO) op en was hij betrokken bij de oprichting van de vzw Leuven 2030. Daarnaast is hij (co)auteur van enkele boeken, waaronder Leuven in alle straten. Voor een stad die durft, dat verscheen in 2017.

### Politieke loopbaan
In 2012 werd Dessers voor het eerst in Leuven verkozen als gemeenteraadslid voor Groen. Van 1 januari 2019 tot en met 2024 was hij als schepen bevoegd voor mobiliteit, klimaat en duurzaamheid, landbouw en consumptie.
Hij gaf in 2020 het startschot voor een van de grootste coöperatieve projecten rond hernieuwbare energie in Leuven. Samen met de lokale energiecoöperaties ECoOB en Ecopower installeerde stad Leuven zonnepanelen op tien publieke gebouwen. Inwoners konden mee-investeren in en eigenaar worden van de zonne-installaties. In augustus 2020 opende hij in de binnenstad de Leuvense fietszone, een aangesloten netwerk van fietsstraten. In september 2020 opende hij samen met Vlaams minister van mobiliteit Lydia Peeters de eerste veertien mobipunten in Leuven. In 2020 kondigde hij aan dat de zone 30 zou uitgebreid worden naar de Leuvense deelgemeenten. Op die manier wil de stad de verkeersveiligheid in woonstraten vergroten.
Bij de verkiezingen van 9 juni 2024 was hij lijstduwer (plaats 15) voor de Kamer in de kieskring Vlaams-Brabant.
Bij de lokale verkiezingen op 13 oktober 2024 trok hij de Groen-lijst in Leuven.. De partij ging van tien naar vijf zetels. Zijn partij nam weer deel in het college met twee schepenen, maar Dessers zelf maakte bekend geen schepen meer te willen zijn.

## Publicaties
- David Dessers, Leuven in alle straten. Voor een stad die durft., CEO, 2017, 80 p.